# Семёнов, Сергей Сергеевич
Сергей Сергеевич Семенов (род. 30 ноября 1973, Ершов, Саратовская область) — российский политический деятель, депутат Государственной Думы ФС РФ второго созыва (1995—1999).

## Биография
Родился в городе Ершове (Саратовская область).
В 1991 году вступает в ЛДПСС.
В 1993 году на выборах в Государственную думу 1 созыва был доверенным лицом В.Жириновского по Щелковскому одномандатному избирательному округу (Московская область).
Закончил МАДИ, Дипломатическую академию МИД РФ.
В 1995 году работал ведущим специалистом аппарата фракции ЛДПР в Государственной думе первого созыва.

### Депутат государственной думы
В 1995 году избран депутатом Государственной думы от ЛДПР (номер 1 фед.списка ЛДПР по Хабаровскому краю). Вошёл в комитет ГД по делам женщин, семьи и молодежи. Был заместителем председателя комитета.
Входил в ближайшее окружение Владимира Жириновского, входил в Высший совет ЛДПР.
Имеет третий спортивный разряд по парашютному спорту, красный пояс по тхэквандо.
С 2008 по 2012 год был помощником сенатора от Карелии Андрея Витальевича Нелидова на общественных началах.
С 2011 по 2016 являлся помощником депутата Государственной думы от КПРФ Гаврилова Сергея Анатольевича на общественных началах.